# والولا (واشینگتن)
والولا (به انگلیسی: Wallula) یک منطقهٔ مسکونی در ایالات متحده آمریکا است که در شهرستان والا والا، واشینگتن واقع شده‌است. والولا ۰٫۳ کیلومتر مربع مساحت و ۱۷۹ نفر جمعیت دارد و ۱۲۹ متر بالاتر از سطح دریا واقع شده‌است.